# Imbus

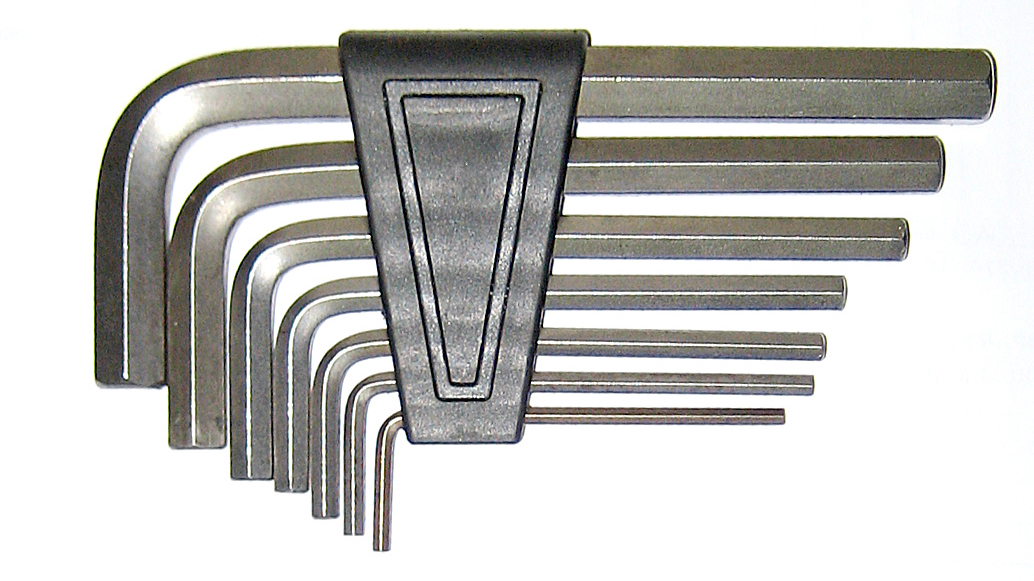
Klucze imbusowe różnej wielkości

Śruby z łbem imbusowym

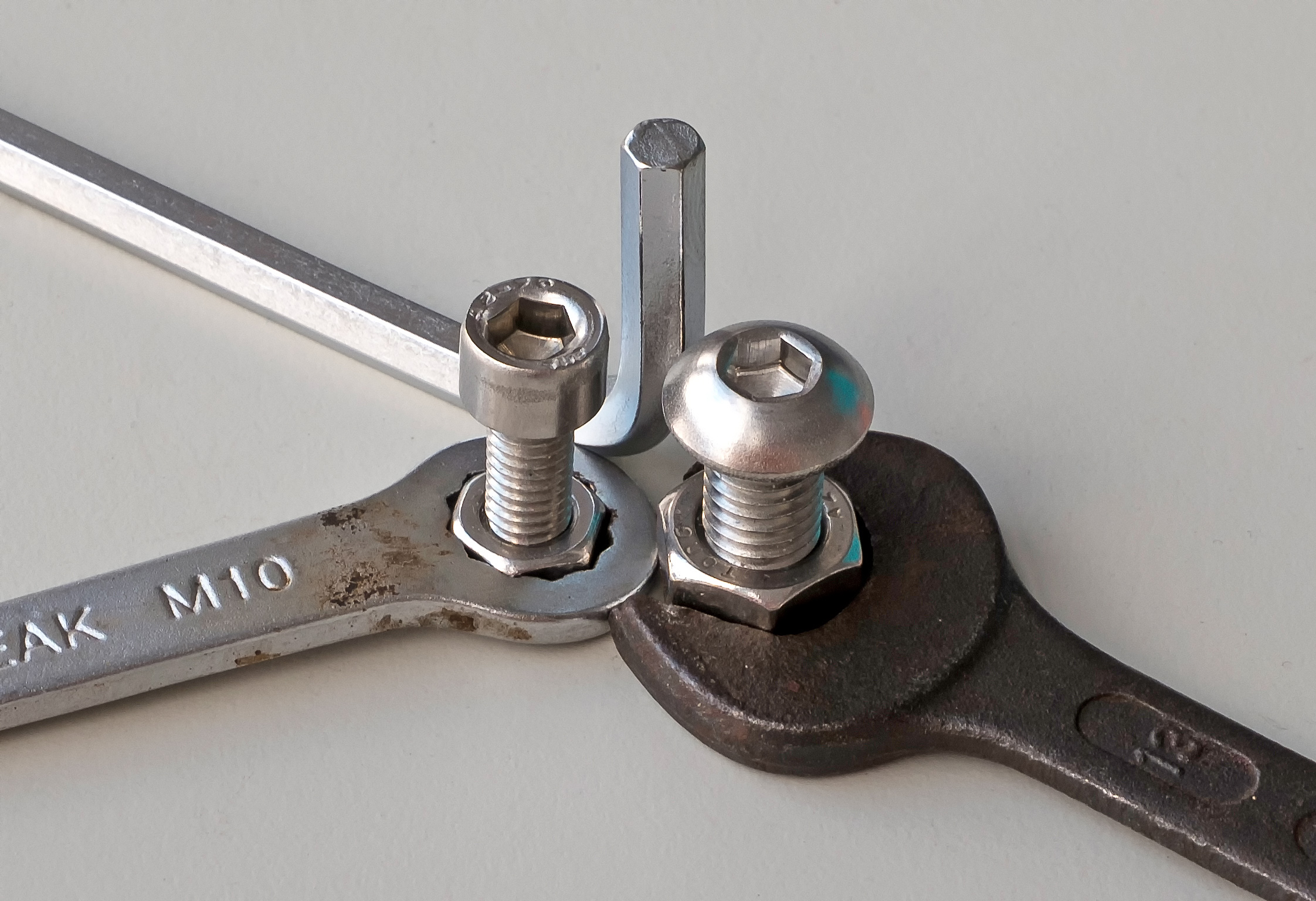
Porównanie klucza imbusowego z kluczem płaskim

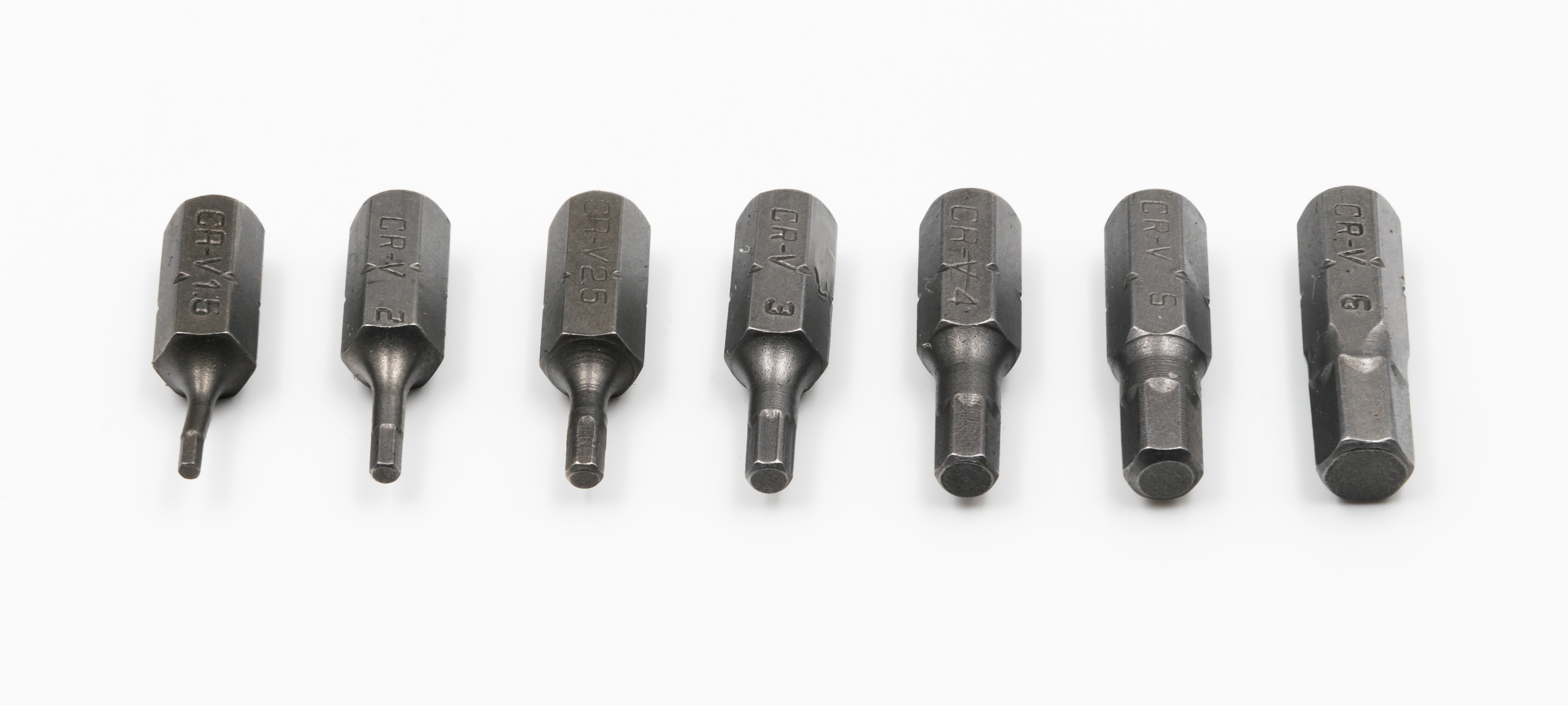
Bity imbusowe

Klucz imbusowy, imbus (pierwotnie: klucz inbusowy, inbus; rzadziej: klucz ampulowy) – klucz trzpieniowy o przekroju sześciokąta foremnego. Ma on postać pręta wygiętego w kształt litery L (rzadziej Z) lub stanowi wymienną końcówkę (tzw. bit) do wkrętaków ręcznych i automatycznych.
Imbusem nazywany jest również łeb śruby z otworem w kształcie sześciokąta, przeznaczonym do włożenia takiego klucza. Wielkość tego otworu (rozmiar sześciokąta) zależy od średnicy śruby (od milimetra do kilkunastu milimetrów) – do różnych znormalizowanych otworów pasują różne klucze. Wykonywane są w standardzie zarówno metrycznym, jak i calowym.
Istnieją także wykonania z podcięciem w odległości kilku milimetrów od końca i wyobleniem zakończenia (tzw. końcówki kuliste) – pozwalają one na wkręcanie i wykręcanie śrub nawet przy odchyleniu osi klucza od osi śruby dochodzącym do 30°.
Według europejskiej normy ISO 2936:2001 (DIN 911) metryczne klucze imbusowe występują w rozmiarach:
- 0,7 mm, 0,9 mm, 1,0 mm, 1,25 mm, 1,3 mm, 1,5 mm
- od 2 do 6 mm co 0,5 mm
- od 7 do 22 mm co 1 mm
- 24 mm, 25 mm, 27 mm, 30 mm, 32 mm, 36 mm, 42 mm i 46 mm[4].

Według amerykańskiej normy ANSI/ASME B18.3-1998 klucze imbusowe calowe występują w rozmiarach 7/64, 9/64, 5/32, 3/16, 1/4, 5/16, 3/8, 1/2, 5/8 i 3/4 cala.

## Historia i nazewnictwo
Historia klucza imbusowego rozpoczyna się w roku 1936, gdy firma Bauer & Schaurte Karcher Gmbh, z miasta Neuss w Niemczech, uruchomiła produkcję śrub z gniazdem sześciokątnym oraz pasujących do nich kluczy. Niemiecka nazwa handlowa Inbus wywodzi się właśnie od Innensechskantschlüssel Bauer & Schaurte, co dosłownie oznacza „wewnętrzny klucz sześciokątny Bauera i Schaurtego”. Spolszczona forma imbus powstała prawdopodobnie w związku z nienaturalnością wymowy sąsiadujących z sobą spółgłosek n i b, z których pierwsza jest przedniojęzykowa a druga wargowa.
W krajach angielskojęzycznych klucze tego typu znane są pod nazwą Allen key, a francuskojęzycznych clé Allen – od nazwy firmy Allen Manufacturing Company w Hartford (Connecticut), która zastrzegła ją w roku 1943. Jeszcze inną nazwą jest unbrako lub umbrako.

## Zastosowanie
Zaletą śrub z łbem imbusowym jest możliwość stosowania ich w miejscach, w których średnica łba może być tylko nieznacznie większa od średnicy gwintu (a nawet wtedy, gdy wymagana jest śruba bez łba). Co więcej, wkręcanie lub wykręcanie takiej śruby nie wymaga dodatkowego miejsca w płaszczyźnie prostopadłej do osi śruby, co umożliwia zastosowanie jej przy ograniczonym dostępie bocznym. Łby śrub wykonanych z tych samych materiałów i o tej samej wytrzymałości mogą mieć w przypadku kluczy imbusowych średnicę mniejszą niż dla kluczy nasadowych. Z kolei w porównaniu z systemami Phillips i Pozidriv zaletą imbusów jest niewyślizgiwanie się klucza (wkrętak) ze śruby przy słabym docisku w kierunku osi śruby.
Łby imbusowe stosuje się także we wkrętach do drewna. Rozwiązanie to jest często spotykane w meblach przeznaczonych do samodzielnego montażu – do zestawu dołącza się tani klucz imbusowy, o niskiej jakości, wystarczający do skręcenia mebla przez niedoświadczonego użytkownika.
Postęp techniki pozwolił na wprowadzenie kluczy trzpieniowych o jeszcze wyższej wytrzymałości (maksymalnym przenoszonym momencie siły w stosunku do rozmiarów trzpienia), w tym Torx. O wprowadzaniu nowych rodzajów trzpieni nie decydują już jednak wyłącznie względy wytrzymałościowe, ale też chęć utrudnienia demontażu urządzeń bez specjalistycznych narzędzi lub wymuszenie ich zakupu.